# فيروس لااسم له
فيروس لااسم له (بالإنجليزية: Sin Nombre orthohantavirus)‏ اختصاراً (SNV) (بالإسبانية تعني «بدون اسم») هو جنس من الفيروسات التي تنتمي لعائلة فيروسات بنياوية و هو العامل المسبب لمرض متلازمة فيروس هانتا الرئوية (HCPS).
تم اكتشاف هذا الفيروس من جنس فيروسات هانتا في عام 1993 على القوارض التي تم العثور عليها في ممتلكات أحد المرضى الأوائل الذين يعانون من متلازمة هانتافيروس الرئوية، في منطقة فور كورنرز بالولايات المتحدة.  ·  قام علماء الفيروسات بتغييرها إلى Sin Nombre ، بمعنى «بدون اسم» باللغة الإسبانية.
وهو مسؤول عن أمراض الرئة، غالبا ما يكون مميتا بين البشر. يتم الانتقال عن طريق الاستنشاق.

## تركيب الفيروس والجينوم وعملية التضاعف
هو فيروس حمض نووي ريبوزي ينتمي إلى المجموعة الخامسة من تصنيف بلتيمور من ترتيب بانیاویرالز.

## هوامش
1. 1 2  International Committee on Taxonomy of Viruses, ed. (25 May 2017), ICTV Master Species List 2016 v1.3 (بالإنجليزية), QID:Q29000566
2. 1 2  International Committee on Taxonomy of Viruses, ed. (13 Mar 2018), ICTV Master Species List 2017 v1 (بالإنجليزية), QID:Q51526638
3. ↑  Ye، Chunyan؛ Prescott، Joseph؛ Nofchissey، Robert؛ Goade، Diane؛ Hjelle، Brian (2004-3). "Neutralizing Antibodies and Sin Nombre Virus RNA after Recovery from Hantavirus Cardiopulmonary Syndrome". Emerging Infectious Diseases. ج. 10 ع. 3: 478–482. DOI:10.3201/eid1003.020821. ISSN:1080-6040. PMC:3322788. PMID:15109416. مؤرشف من الأصل في 2020-04-01. {{استشهاد بدورية محكمة}}: تحقق من التاريخ في: |تاريخ= (مساعدة)
4. ↑  "CDC - Hantavirus". www.cdc.gov (بالإنجليزية الأمريكية). 26 Feb 2019. Archived from the original on 2020-04-01. Retrieved 2020-04-01.
5. ↑  James H. (2002). Viruses and human disease. San Diego, Calif. : Academic Press. مؤرشف من الأصل في 2020-04-08.